# Flacey (Côte-d'Or)
Flacey is een gemeente in het Franse departement Côte-d'Or (regio Bourgogne-Franche-Comté) en telt 144 inwoners (1999). De plaats maakt deel uit van het arrondissement Dijon.

## Geografie
De oppervlakte van Flacey bedraagt 6,8 km², de bevolkingsdichtheid is 21,2 inwoners per km².
De onderstaande kaart toont de ligging van Flacey (Côte-d'Or) met de belangrijkste infrastructuur en aangrenzende gemeenten.

## Demografie
Onderstaande figuur toont het verloop van het inwonertal (bron: INSEE-tellingen).